# 杜什诺克
杜什诺克，是匈牙利南部巴奇-基什孔州所辖的一个村，总面积57.47平方公里，总人口3396，人口密度59.09人/平方公里（2005年）。地理坐标为46.383°N 18.966°E。